# Šahinovići (Čelinac)
Pour les articles homonymes, voir Šahinovići.
Šahinovići (en serbe cyrillique : Шахиновићи) est un village de Bosnie-Herzégovine. Il est situé dans la municipalité de Čelinac et dans la république serbe de Bosnie. Selon les premiers résultats du recensement bosnien de 2013, il compte 107 habitants.

## Démographie

### Répartition de la population par nationalités (1991)
En 1991, le village comptait 170 habitants, répartis de la manière suivante :

### Communauté locale
En 1991, la communauté locale de Šahinovići comptait 701 habitants, répartis de la manière suivante :